# Orikhiv
Orikhiv (ukrainsk: Орі́хів, ukrainsk udtale: [oˈr⁽ʲ⁾ix⁽ʲ⁾iu̯]) er en by i Polohy rajon, Zaporizjzja oblast, Ukraine. Byen har 13.896 (2022) indbyggere.

## Historie
Orikhiv blev grundlagt omkring 1783 i nærheden af floden Kinska. Den ligger ca. 50 km sydøst for Aleksandrovsk (i dag Zaporizjzja), og næsten samme afstand nord for Molochna Kolonia (Mælkekolonien). I 1818 var Orikhiv et sted, hvor zarens militærpersonale var stationeret. Allerede i 1836 forbandt en "saltvej" (Tschumakemveg) Orikhiv med Perekop mod syd, vejen gik gennem Molochna Kolonia. Denne vej var stadig vist på kort fra 1852. Da jernbanen der forbandt Aleksandrovsk med Berdjansk blev bygget, gik den gennem Orikhiv, hvilket formentlig bidrog til byens udvikling og gav en nem adgang til havnen i Berdjansk.
De første mennonitter bosatte sig sandsynligvis i Orikhiv allerede i 1830'erne. I 1852 var der to vindmøller i Orikhiv, samt en trædemølle og en oliepresse som var ejet af mennonitter.

## Ruslands invasion 2022
Ruslands invasion af Ukraine 2022 blev Orikhiv-hospitalet beskudt af russiske styrker den 7. maj 2022. Ifølge den lokale regering ønskede besætterne at gøre det af med de sårede og dræbe civile læger.
Den 21. maj rapporterede lokale medier, at som følge af den russiske beskydning blev gymnastiksalen og bygningen til byens eksekutivkomité ødelagt.
Fra august beskød styrker fra Den Russiske Føderation regelmæssigt Orikhiv. 

## Galleri
- Palæet tilhørende Heinrich Janzen, borgmester i Orikhiv i 1874-1899 og fabrikant
- Detalje på Heinrich Janzens palæ
- Kontorhus for Heinrich Janzens møller
- Gammelt rådhus
- Gammelt pigegymnasium
- Gammel gymnasieskole for drenge
- Posthus
- Forretningsgade
- Første provianthus i Orikhiv